# Leptoderris laurentii
Leptoderris laurentii är en ärtväxtart som först beskrevs av De Wild., och fick sitt nu gällande namn av De Wild. Leptoderris laurentii ingår i släktet Leptoderris och familjen ärtväxter. Inga underarter finns listade i Catalogue of Life.